# Kadani, Sindgi
Kadani là một làng thuộc tehsil Sindgi, huyện Bijapur, bang Karnataka, Ấn Độ.